# 佩格默泰特角
佩格默泰特角（英語：Pegmatite Point），是南極洲的海岬，位於阿蒙森海岸，處於費爾韋瑟山東北面13公里，根據美國探險隊的測量和拍攝的空中照片繪入地圖，現時由南極條約體系管理。